# Ilattia flavigutta
Ilattia flavigutta là một loài bướm đêm trong họ Noctuidae.